# Aquarius 2
El Aquarius 2 es un barco botado en 1977 que es utilizado desde 2016 para tareas de salvamento marítimo. 
Entre 1977 y 2008 fue de los guardacostas alemanes para la agencia federal alemana de agricultura y nutrición con el cometido de buque de protección de la industria pesquera con el nombre de Meerkatze en la que sustituyó a un buque de igual nombre. Entre 2009 y 2015 fue utilizado por RS Research Shipping para tareas de exploración. Desde febrero de 2016 lo utiliza SOS Méditerranée y MSF como buque de salvamento para migrantes y refugiados que hacen la travesía mediterránea en embarcaciones improvisadas (pateras) de Libia a Italia, en el contexto de la crisis de los refugiados en Europa. El barco tiene capacidad para rescatar entre 200 y 500 migrantes. En junio de 2018 fue objeto de atención internacional, al negarse Italia a que atracara en sus puertos con 629 migrantes a bordo y ofrecer España el puerto de Valencia, donde finalmente desembarcó.

## Historia

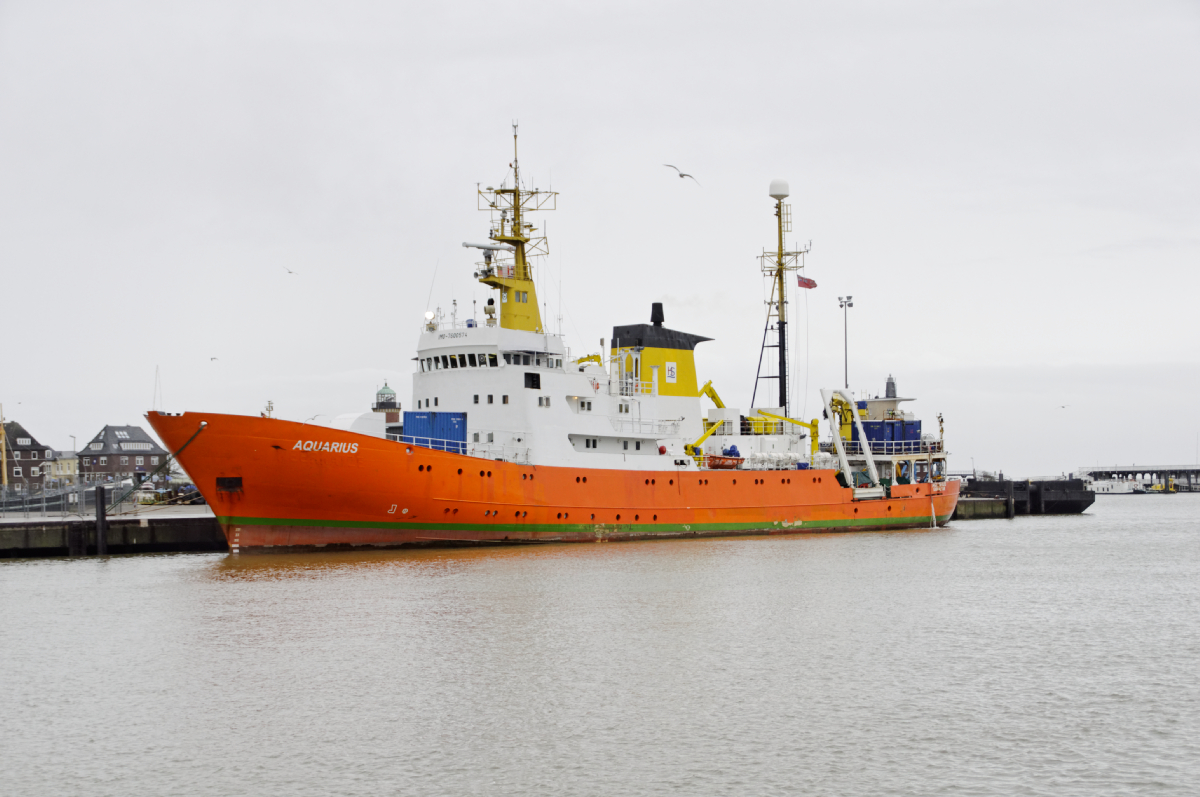
MV Aquarius

Construido en el astillero de Lürssen en Bremen en 1977, el buque está clasificado por la Germanischer Lloyd como un rompehielos de clase E2, y fue empleado por Alemania principalmente en el Atlántico norte y central, gracias a su excelente navegabilidad en mares con adversa condición. La guardia costera alemana dio de baja el barco en 2008 y lo sustituyó por el Meerkatze (tercer buque con este nombre) y se cedió a RS Research Shipping (actual Hempel Shipping) en Bremen, utilizó el barco como buque de reconocimiento bajo la bandera de Gibraltar a partir de abril de 2009 rebautizando el buque como MV Aquarius. Hasta fines de 2015 viajó a los campos petrolíferos o se utilizó para tender cables marinos, en el sector de la energía eólica, y en la extracción de petróleo y gas. La última vez fue en Mukran, en Rügen, el puerto de origen del propietario de Lietzow, Christoph Hempel. Su última misión como barco de reconocimiento llevó al Aquarius a lo largo de la costa de Siberia a finales de otoño de 2015.
Fue alquilado a SOS Méditerranée en 2016. El 25 de mayo de 2016, el Aquarius fue noticia cuando volvía de su décima operación de rescate, habiendo rescatado 388 inmigrantes, y nació un bebé ghanés a bordo. El niño fue llamado Alex en honor al capitán ruso del Aquarius, Alexander Moroz.

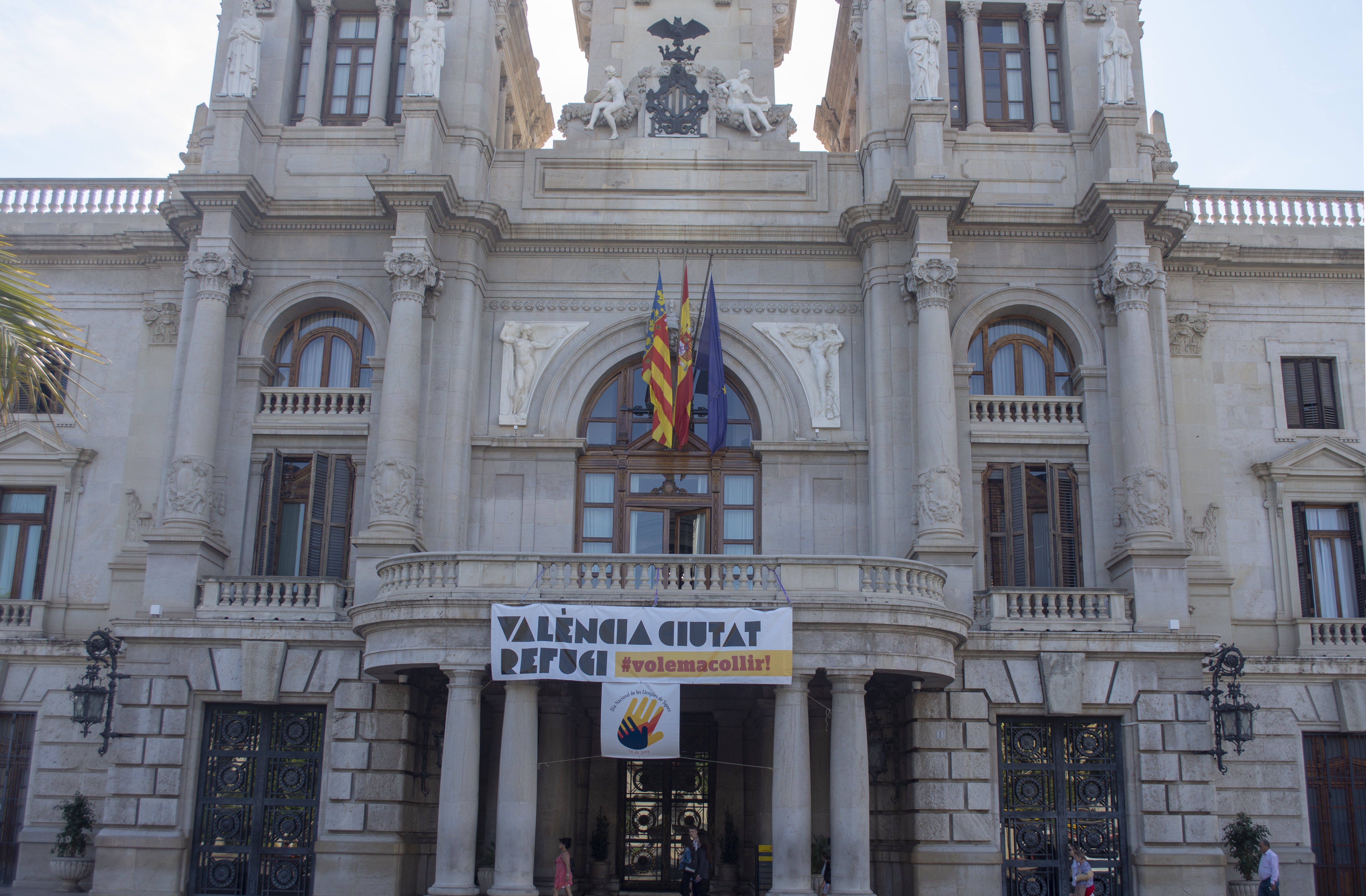
Pancarta desplegada en el Ayuntamiento de Valencia con motivo de la llegada de los barcos.

En junio de 2018, el nuevo Ministro del Interior italiano, Matteo Salvini, denegó el acceso a cualquiera de sus puertos al barco, que llevaba 629 migrantes. El gobierno español presidido por Pedro Sánchez ofreció al Aquarius atracar en el puerto de Valencia por razones humanitarias, y la marina italiana ofreció asistencia y escolta marina. Varios ayuntamientos españoles como los de Madrid o Málaga se ofrecieron para acoger parte de los refugiados.

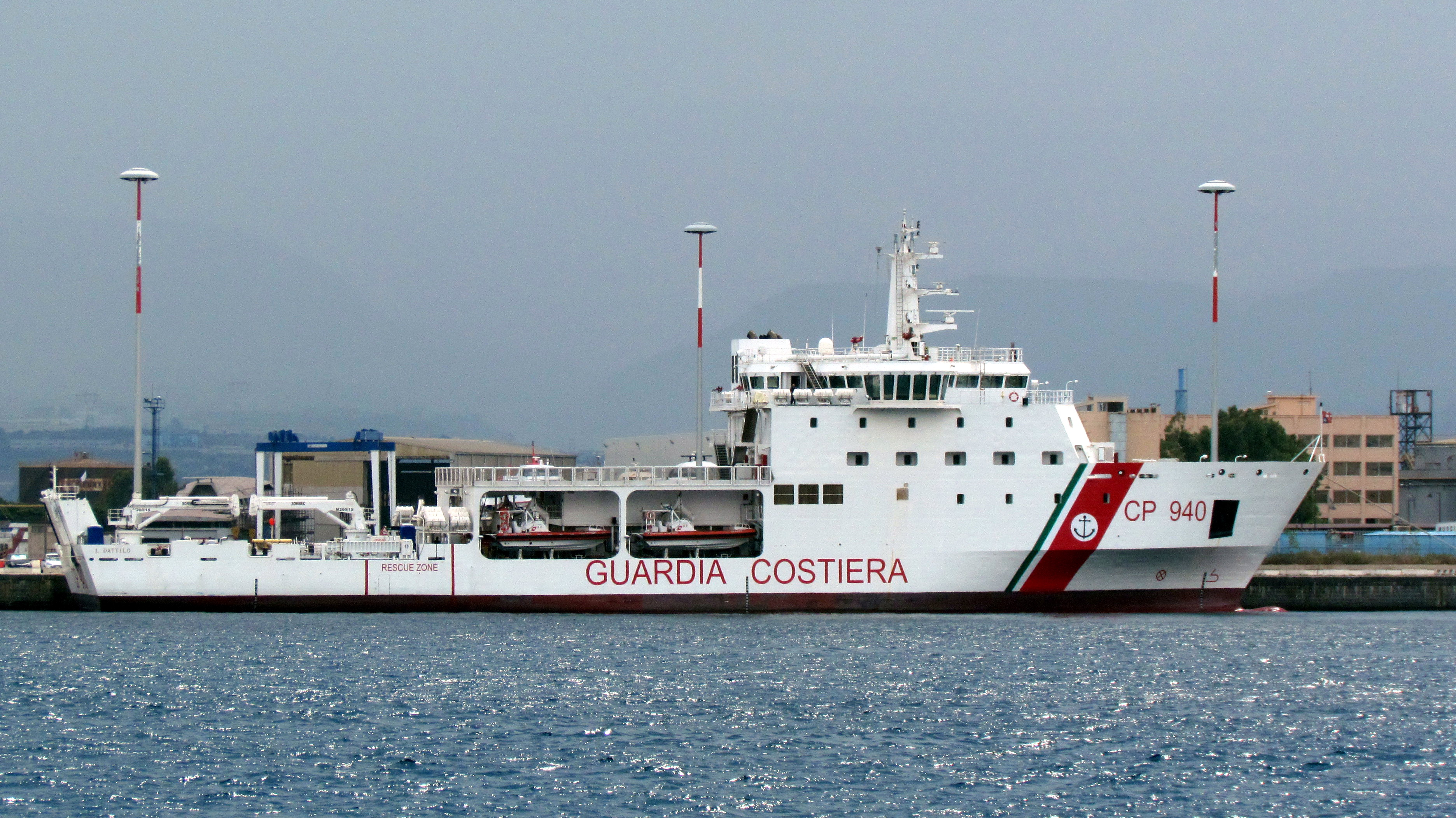
Patrullero Dattilo.

Se dirigió con 629 migrantes a bordo, rumbo al puerto de la ciudad española de Valencia, escoltado por los barcos patrulleros italianos Dattilo (en la imagen) y Orione. Salvo 106 que permanecen en el Aquarius, el resto de refugiados han sido transferidos a los barcos italianos, según Médicos Sin Fronteras. Con 72 horas navegando rumbo a Valencia, la arribada a puerto de los tres barcos se estimó que se retrasaría por las condiciones meteorológicas adversas de las últimas 24 horas, hasta el 17 de junio. El 14 de junio cruzaron el estrecho entre Cerdeña y Córcega. El parte meteorológico anunció una mejora. El 16 de junio por la mañana, se hallaban navegando por aguas jurdisdicionales españolas entre Mallorca y Menorca con un mar en calma.
El atraque de la flotilla se efectuó en la terminal de cruceros por razones logísticas. Según presidente de la Generalidad Valenciana, Ximo Puig, serían los profesionales de las ONG autorizadas quienes, de hecho, recibirían y atenderían a los 629 migrantes. Del  Dattilo (CP 940), cuya llegada tuvo lugar a las 7:20 horas del 17 de junio, desembarcaron 274 personas, el Aquarius atracó minutos después de las 10:45 h, y el  Orione (P 410) lo ha hizo a las 13:15 h.
Por otra parte, el pleno del Parlamento Europeo del 13 de junio de 2018, en el que se debatía el destino del barco, fue noticia debido a la ausencia del 90% de los eurodiputados.
Los inmigrantes del Aquarius desembarcaron en Valencia, y recibieron un permiso de residencia temporal de 45 días por razones humanitarias. Los médicos de Sanidad Exterior examinaron el estado de salud del pasaje. Veintiún migrantes fueron hospitalizados.
La Cruz Roja se encargó de la filiación de los rescatados: ocho mujeres, una de ellas embarazada y 33 niños menores de edad no acompañados y 182 hombres.
La travesía de la flotilla fue de 700 millas náuticas  y una duración de 8 días. A los rescatados se les hizo entrega de un documento relativo a si deseaban ser acogidos en Francia.
Lejos de ser paradójico el rescate de migrantes en el Mediterráneo protagonizado por el MV Aquarius, y tras su desembarco en Valencia, en julio de 2018 ya no es noticia en los medios de prensa, máxime cuando el gobierno del presidente español Pedro Sánchez, dificulta la llegada de otros migrantes rescatados a puertos españoles, hecho del que se han hecho eco algunos medios de prensa y agencias de noticias, presuponiendo que una vez obtenido  rédito político, el gobierno español no va a seguir admitiendo migrantes naufragados y ponen como ejemplo los que permanecen a bordo de barcos como el María Zambrano, buque perteneciente a Salvamento Marítimo.